# Кинонаграда MTV за лучшую мужскую роль
Список лауреатов и номинантов кинонаграды MTV в категории Лучшее исполнение в кино:
| Церемония | Год церемонии | Лауреат                                                            | Номинанты |
| --------- | ------------- | ------------------------------------------------------------------ | --- |
| 1-я       | 1992          | Арнольд Шварценеггер — Терминатор 2: Судный день                   | Кевин Костнер — Робин Гуд: Принц воров Роберт Де Ниро — Мыс страха Вэл Килмер — Дорз Робин Уильямс — Король-рыбак                                                               |
| 2-я       | 1993          | Дензел Вашингтон — Малкольм Икс                                    | Кевин Костнер — Телохранитель Том Круз — Несколько хороших парней Майкл Дуглас — Основной инстинкт Джек Николсон — Несколько хороших парней                                     |
| 3-я       | 1994          | Том Хэнкс — Филадельфия                                            | Том Круз — Фирма Харрисон Форд — Беглец Вэл Килмер — Тумстоун Робин Уильямс — Миссис Даутфайр                                                                                   |
| 4-я       | 1995          | Брэд Питт — Интервью с вампиром: Хроника жизни вампира             | Том Хэнкс — Форрест Гамп Брэндон Ли — Ворон Киану Ривз — Скорость Джон Траволта — Криминальное чтиво                                                                            |
| 5-я       | 1996          | Джим Керри — Эйс Вентура: Когда зовёт природа                      | Мел Гибсон — Храброе сердце Том Хэнкс — Аполлон-13 Брэд Питт — 12 обезьян Дензел Вашингтон — Багровый прилив                                                                    |
| 6-я       | 1997          | Том Круз — Джерри Магуайер                                         | Леонардо Ди Каприо — Ромео + Джульетта Эдди Мёрфи — Чокнутый профессор Уилл Смит — День независимости Джон Траволта — Феномен                                                   |
| 7-я       | 1998          | Леонардо Ди Каприо — Титаник                                       | Николас Кейдж — Без лица Мэтт Деймон — Умница Уилл Хантинг Сэмюэл Лерой Джексон — Джеки Браун Джон Траволта — Без лица                                                          |
| 8-я       | 1999          | Джим Керри — Шоу Трумана                                           | Бен Аффлек — Армагеддон Том Хэнкс — Спасти рядового Райана Адам Сэндлер — Маменькин сыночек Уилл Смит — Враг государства                                                        |
| 9-я       | 2000          | Киану Ривз — Матрица                                               | Джим Керри — Человек на Луне Райан Филлипп — Жестокие Адам Сэндлер — Большой папа Брюс Уиллис — Шестое чувство                                                                  |
| 10-я      | 2001          | Том Круз — Миссия невыполнима 2                                    | Расселл Кроу — Гладиатор Омар Эппс — Любовь и баскетбол Мел Гибсон — Патриот Том Хэнкс — Изгой                                                                                  |
| 11-я      | 2002          | Уилл Смит — Али                                                    | Расселл Кроу — Игры разума Джош Хартнетт — Пёрл-Харбор Вин Дизель — Форсаж Элайджа Вуд — Властелин колец: Братство кольца                                                       |
| 12-я      | 2003          | Эминем — 8 миля                                                    | Вин Дизель — Три икса Тоби Магуайр — Человек-паук Леонардо Ди Каприо — Поймай меня, если сможешь Вигго Мортенсен — Властелин колец: Две крепости                                |
| 13-я      | 2004          | Джонни Депп — Пираты Карибского моря: Проклятие «Чёрной жемчужины» | Том Круз — Последний самурай Билл Мюррэй — Трудности перевода Джеймс Кэвизел — Страсти Христовы Адам Сэндлер — 50 первых поцелуев                                               |
| 14-я      | 2005          | Леонардо Ди Каприо — Авиатор                                       | Брэд Питт — Троя Уилл Смит — Правила съёма: Метод Хитча Мэтт Деймон — Превосходство Борна Джейми Фокс — Рэй                                                                     |
| 15-я      | 2006          | Джейк Джилленхол — Горбатая гора                                   | Стив Карелл — 40-летний девственник Терренс Ховард — Суета и движение Хоакин Феникс — Переступить черту Рэйчел Макадамс — Ночной рейс Риз Уизерспун — Переступить черту         |
| 16-я      | 2007          | Джонни Депп — Пираты Карибского моря: Сундук мертвеца              | Уилл Смит — В погоне за счастьем Джерард Батлер — 300 спартанцев Дженнифер Хадсон — Девушки мечты Бейонсе — Девушки мечты Кира Найтли — Пираты Карибского моря: Сундук мертвеца |
| 17-я      | 2008          | Уилл Смит — Я — легенда                                            | Дензел Вашингтон — Гангстер Мэтт Деймон — Ультиматум Борна Майкл Сера — Джуно Шайа Лабаф — Трансформеры                                                                         |
| 18-я      | 2009          | Зак Эфрон — Классный мюзикл: Выпускной                             | Кристиан Бейл — Тёмный рыцарь Роберт Дауни — Железный человек Вин Дизель — Форсаж 4 Шайа Лабаф — На крючке                                                                      |
| 19-я      | 2010          | Роберт Паттинсон — Сумерки. Сага. Новолуние                        | Зак Эфрон — Папе снова 17 Тейлор Лотнер — Сумерки. Сага. Новолуние Дэниел Рэдклифф — Гарри Поттер и Принц-полукровка Ченнинг Татум — Дорогой Джон                               |
| 20-я      | 2011          | Роберт Паттинсон — Сумерки. Сага. Затмение                         | Джесси Айзенберг — Социальная сеть Тейлор Лотнер — Сумерки. Сага. Затмение Дэниел Рэдклифф — Гарри Поттер и Дары Смерти: часть 1 Зак Эфрон — Двойная жизнь Чарли Сан-Клауда     |
| 21-я      | 2012          | Джош Хатчерсон — Голодные игры                                     | Ченнинг Татум — Клятва Дэниел Рэдклифф — Гарри Поттер и Дары Смерти: часть 2 Джозеф Гордон-Левитт — Жизнь прекрасна Райан Гослинг — Драйв                                       |
| 22-я      | 2013          | Брэдли Купер — Мой парень — псих                                   | Бен Аффлек — Операция «Арго» Ченнинг Татум — Супер Майк Дэниел Дэй-Льюис — Линкольн Джейми Фокс — Джанго освобождённый                                                          |
| 23-я      | 2014          | Джош Хатчерсон — Голодные игры: И вспыхнет пламя                   | Брэдли Купер — Афера по-американски Чиветел Эджиофор — 12 лет рабства Леонардо Ди Каприо — Волк с Уолл-стрит Мэттью Макконахи — Далласский клуб покупателей                     |
| 24-я      | 2015          | Брэдли Купер — Снайпер                                             | Энсел Эльгорт — Виноваты звёзды Ченнинг Татум — Охотник на лис Крис Прэтт — Стражи Галактики Майлз Теллер — Одержимость                                                         |
| 25-я      | 2016          | Леонардо Ди Каприо — Выживший                                      | Крис Прэтт — Мир юрского периода Мэтт Деймон — Марсианин Майкл Б. Джордан — Крид: Наследие Рокки Райан Рейнольдс — Дэдпул Уилл Смит — Защитник                                  |
| 26-я      | 2017          | Эмма Уотсон — Красавица и чудовище                                 | Тараджи Хенсон — Скрытые фигуры Хью Джекман — Логан Дэниэл Калуя — Прочь Джеймс Макэвой — Сплит Хейли Стейнфилд — Почти семнадцать                                              |
| 27-я      | 2018          | Чедвик Боузман — Чёрная пантера                                    | Тимоти Шаламе — Назови меня своим именем Энсел Эльгорт — Малыш на драйве Дэйзи Ридли — Звёздные войны: Последние джедаи Сирша Ронан — Леди Бёрд                                 |
| 28-я      | 2019          | Леди Гага — Звезда родилась                                        | Амандла Стенберг — Чужая ненависть Лупита Нионго — Мы Рами Малек — Богемская Рапсодия Сандра Буллок — Птичий короб                                                              |
| 29-я      | 2021          | Чедвик Боузман — Ма Рейни: Мать блюза                              | Саша Барон Коэн — Суд над чикагской семёркой Дэниэл Калуя — Иуда и чёрный мессия Кэри Маллиган — Девушка, подающая надежды Зендая — Малькольм и Мари                            |
| 30-я      | 2022          | Том Холланд — Человек-паук: Нет пути домой                         | Леди Гага — Дом Gucci Роберт Паттинсон — Бэтмен Сандра Буллок — Затерянный город Тимоти Шаламе — Дюна                                                                           |